# Fred Meijer (acteur)
Franciscus Frederik (Fred) Meijer (Den Haag, 15 november 1960) is een Nederlandse stemacteur en -regisseur. Hij volgde de Academie voor Kleinkunst die hij in 1985 afsloot met de Pisuisse-prijs de beste theaterprestatie. In 2006 won hij de Zilveren Koe voor zijn bijdrage aan het niveau van de nasynchronisatie in Nederland.
Meijer levert werk voor verscheidene televisieseries en reclamespots. Hij nam de stem van Teevee Monster uit Sesamstraat over van Alfred Lagarde nadat deze in 1998 overleed.
Meijer is sinds 1982 samen met stemactrice en -regisseuse Edna Kalb.

## Werk als stemacteur
Hieronder een beknopte lijst van programma's en films waarvoor Meijer de stem van een of meerdere personages insprak. 
- Flower Angel (Hana noko lunlun) – diverse stemmen
- 101 Dalmatiërs II: Het avontuur van Vlek in Londen – Producent
- 102 Echte Dalmatiërs – Jean-Pierre Le Pelt
- As Told by Ginger (animatieserie) – Vader
- Avengers Assemble – J.A.R.V.I.S.
- Avatar (animatieserie) – o.a. Hakoda (de vader van Katara en Sokka), Kuei (de Aardkoning)
- Barbie in een Modesprookje
- Barbie in een Zeemeermin Avontuur
- Bionicle: Mask of Light (film) – Kopaka, Hewkii
- Bob de Bouwer (stop-motion-serie) – Scoop, Liftie, Mr. Bieshaar, Mr. Spijker, Mr. Folgering, Pogo
- Bob de Bouwer - Mega Machines – Liftie
- Bruine Beer in het Blauwe Huis (poppenserie) – Pop
- Budgie de Kleine Helikopter (animatieserie) – Overige stemmen
- Calimero (animatieserie) – Overige stemmen
- Cars (film) – McTruck
- Codename: Kids Next Door (animatieserie) – Numbuh 274
- Dennis the Menace (animatieserie) – Vader Mitchell
- Despicable Me 4 (2024) – Silas Ramsbottom
- Don't Look Up (2021) – Generaal Stuart Themes
- Elemental (animatiefilm) – Overige stemmen
- The Fairytaler (animatieserie) – Verschillende personages
- Frozen (animatiefilm) – Kai
- Gravity Falls – Soos Ramírez, Knight Liliputtian, Tyler Cutebiker
- De Thundermans – Dr. Collosso
- De Gelaarsde Kat – Giuseppe en Raoul
- Hawaiian Vacation – Honnepon en Piloot
- Kapitein Onderbroek: Het eerste grote avontuur (computeranimatiefilm) – Professor Poopypants
- Ice Age – Zeke
- IF – Overige stemmen
- The Incredibles – Overige stemmen
- Jungle Jack – Wim
- Kim Possible (animatieserie) – Dr. Drakken
- Laura's Ster (animatieserie) – Vader
- The Littl' Bits (animatieserie)
- Hotel Transyvlania – Levend Harnas
- Monster High: 13 Wishes
- Monsters University – Overige stemmen
- The Muppets, Muppets Most Wanted, Muppets Now, Muppets Haunted Mansion – Statler, Lew Zealand
- My Little Pony: Vriendschap is betoverend – Twist (Discord)
- Paling en Ko (animatieserie) – Meneer Super
- Pat & Stan (animatieserie) – Prof. Chi Chi
- Pieter Post (stop-motionserie) – Dominee Klomp (2022-)
- Phineas en Ferb (animatieserie) – Lawrence
- Pippi Langkous (animatieserie) – Kapitein
- Pokémon (animatieserie) – Brock (seizoen 1 t/m 20), Meowth (seizoen 15 t/m 20), Grovyle (Mystery Dungeon)
- Power Rangers Dino Charge – Sledge, Keeper
- The Powerpuff Girls (animatieserie) – Prof. Utonium, Fuzzy Lumpkins, Boomer, Lil' Arturo
- The Lego Batman Movie (film) – Commissaris James Gordon
- Princess Sissi (animatieserie) – Graaf Arkas
- Ralph Breaks the Internet (film) – Ben McKee
- Ratatouille (film) – Mustafa
- Roary the Racing Car (stop-motion-serie) – Flash
- Sesamstraat (poppenserie) – Teevee Monster
- Dumbo – Overige stemmen
- Shrek – Hoofdwachter
- Shrek 2 – Overige stemmen
- Miraculous: Tales of Ladybug & Cat Noir – Harry clown
- Far Far Away Idol – De Gelaarsde Kat en De Magische Spiegel
- Simsala Grimm (animatieserie) – Verschillende personage
- Small Fry – Funky Monnik, Recycle Ben en Nervous Sys-Tim
- De Smurfen (animatieserie) – Schildersmurf (later overgenomen door Bram Bart), Natuursmurf
- De Smurfen (film) – Potige Smurf
- The Smurfs: A Christmas Carol – Potige Smurf
- De Smurfen 2 (film) – Potige Smurf
- The Smurfs: The Legend of Smurfy Hollow – Potige Smurf
- Sprookjesboom (animatieserie) & (animatiefilm) – Fakir, Langnek
- Star Wars: The Bad Batch (animatieserie 2021) – Lama Su en Verteller
- Star Wars: The Clone Wars (animatieserie 2009-2020) – Plo Koon, Hondo Ohnaka, Darth Bane, Wilhuff Tarkin, Qui-Gon Jinn en Lama Su
- Star Wars: Visions (animatieserie, 2020) – Herbergier, Juro, Senshuu
- Stormwind - in Zwaar Weer
- Teenage Mutant Ninja Turtles (animatieserie 2012) – Kirby O'Neil, Crankshaw, Shopkeeper, Ghengis Frog, 1987 Shredder
- Teletubbies (poppenserie) – Omroepstem (uit douchekop)
- Thomas de stoomlocomotief (animatieserie) – Donald en Douglas
- De Tofu's (animatieserie) – Vader
- Tiny Toon Adventures (animatieserie) – Buster Bunny
- Tom and Jerry Meet Sherlock Holmes
- Toy Story 3 (film) – Honnepon (Buttercup) en de Kikker
- Toy Story 4 (film) – Honnepon (Buttercup)
- Treasure Buddies – Philip
- Trollz (animatieserie) – Mr. Trollheimer
- Turbo – Overige stemmen
- Ultimate Spider-Man – Ben Parker en Arnim Zola
- Vroeger & Zo (leerprogramma) – Verteller
- Winter Wonderland (animatiespecials) – Verteller
- Je vriend de rat – Emile
- Spirited Away – Kamajii (Netflix release)
- Sune's keuze (2019)
- Stormwind - 5: In zwaar weer (2021) – Kaan[1]
- Strange World (2022) – overige stemmen
- Monsters at Work (2024) – Professor Knight

Tevens was Meijer zijn stem tot maart 2019 te horen in de attractie Carnaval Festival van de Efteling.

## Videospelen
- Max en het Gele-Sokjes-Spook – Max, Oom Pong (1996)[2]
- Max en Merel gaan naar de stad – Max, Oom Pong, buschauffeur (1996)[3]
- Lego Stunt Rally – Mr. X (2000)
- Lego Eiland 2 De Wraak van Dondersteen – Dondersteen, Verscheidene stemmen
- Crash Nitro Kart – Dr. N. Gin, Dr. N. Tropy, N. Oxide, N. Trance, Nash (2003)
- Spyro: A Hero's Tail – Spyro, Red, Peter-Paul, Oudste Astor (2004)
- Crash Tag Team Racing – Dr. N. Gin (2005)
- De Legende van Spyro: De Opkomst van een Draak – Malefor (2008)
- Disney Infinity – Hector Barbossa, Sheriff, Plo Koon (2013-2015)